# Prvenstvo Azerbajdžana u šahu
Prvenstvo Azerbajdžana u šahu (azerski: Azərbaycan Şahmat Çempionatı), turnir je čiji pobjednik postaje prvak Azerbajdžana. Održava se u pravilu svake godine, ali uz česte iznimke, s čestim promjenama sustava natjecanja i kvalitetom turnira (ranije je često organizirano kao otvoreni turnir). Organizira ga Azerbajdžanski šahovski savez.

## Pobjednici
| Godina | Grad | Muški pobjednik |
| ------ | ---- | --------------- |
| 1995   | Baku | Vugar Gashimov  |
| 1996   | Baku | Vugar Gashimov  |
| 1997   |      |                 |
| 1998   | Baku | Vugar Gashimov  |
| 1999   | Baku | Rufat Bagirov   |
| 2000   |      |                 |
| 2001   |      |                 |
| 2002   |      |                 |
| 2003   |      |                 |
| 2004   |      |                 |
| 2005   |      |                 |
| 2006   | Baku | Rauf Mamedov    |
| 2007   | Baku | Elmir Guseinov  |
| 2008   | Baku | Rauf Mamedov    |
| 2009   | Baku | Rashad Babaev   |
| 2010   | Baku | Eltaj Safarli   |
| 2011   | Baku | Nidjat Mamedov  |
| 2012   | Baku | Ulvi Bajarani   |
| 2013   | Baku | Zaur Mammadov   |

| Godina | Grad | Ženska pobjednica  |
| ------ | ---- | ------------------ |
| 2001   | Baku | Zeinab Mamedyarova |
| 2002   |      |                    |
| 2003   |      |                    |
| 2004   |      |                    |
| 2005   |      |                    |
| 2006   |      |                    |
| 2007   | Baku | Mehriban Shukurova |
| 2008   | Baku | Zeinab Mamedyarova |
| 2009   |      |                    |
| 2010   |      |                    |
| 2011   | Baku | Turkan Mamedyarova |
| 2012   | Baku | Turkan Mamedyarova |
| 2013   | Baku | Khayala Abdulla    |

## Vanjske poveznice
- Službene stranice  Arhivirana inačica izvorne stranice od 4. travnja 2005. (Wayback Machine) (azer.) (engl.) (rus.)